# Myersiohyla aromatica
La ranita olorosa (Myersiohyla aromatica) es una especie de anfibios de la familia Hylidae.

## Distribución geográfica y hábitat
Es endémica del tepuy Huachamacare (Venezuela). Su rango altitudinal oscila alrededor de 1700 m s. n. m..
Sus hábitats naturales son los montanos secos y los ríos.